# Handzame Classic 2015
La 5e édition de la Handzame Classic a eu lieu le 20 mars 2015. La course fait partie du calendrier UCI Europe Tour 2015 en catégorie 1.1. Le Handzame Challenge se déroule également à cette occasion.
L'épreuve a été remportée lors d'un sprint massif par le Belge Gianni Meersman (Etixx-Quick Step) devant ses compatriotes Antoine Demoitié (Wallonie-Bruxelles) et Tiesj Benoot (Lotto-Soudal).

## Présentation

### Équipes
Classée en catégorie 1.1 de l'UCI Europe Tour, la Handzame Classic est par conséquent ouverte aux WorldTeams dans la limite de 50 % des équipes participantes, aux équipes continentales professionnelles, aux équipes continentales et aux équipes nationales.
Vingt-trois équipes participent à cette Handzame Classic - trois WorldTeams, six équipes continentales professionnelles et quatorze équipes continentales :
| UCI WorldTeams   | UCI WorldTeams | UCI WorldTeams |
| Nom de l'équipe  | Pays           | Code           |
| ---------------- | -------------- | -------------- |
| BMC Racing       | États-Unis     | BMC            |
| Etixx-Quick Step | Belgique       | EQS            |
| Lotto-Soudal     | Belgique       | LTS            |

| Équipes continentales professionnelles | Équipes continentales professionnelles | Équipes continentales professionnelles |
| Nom de l'équipe                        | Pays                                   | Code                                   |
| -------------------------------------- | -------------------------------------- | -------------------------------------- |
| CCC Sprandi Polkowice                  | Pologne                                | CCC                                    |
| Cult Energy                            | Danemark                               | CLT                                    |
| Roompot Oranje Peloton                 | Pays-Bas                               | ROP                                    |
| Topsport Vlaanderen-Baloise            | Belgique                               | TSV                                    |
| UnitedHealthcare                       | États-Unis                             | UHC                                    |
| Wanty-Groupe Gobert                    | Belgique                               | WGG                                    |

| Équipes continentales         | Équipes continentales | Équipes continentales |
| Nom de l'équipe               | Pays                  | Code                  |
| ----------------------------- | --------------------- | --------------------- |
| 3M                            | Belgique              | MMM                   |
| An Post-ChainReaction         | Irlande               | SKT                   |
| CCT-Champion System           | Nouvelle-Zélande      | CCT                   |
| Cibel                         | Belgique              | CIB                   |
| Colba-Superano Ham            | Belgique              | CSH                   |
| Join-S-De Rijke               | Pays-Bas              | RIJ                   |
| Joker                         | Norvège               | TJO                   |
| Leopard Development           | Luxembourg            | LDT                   |
| Metec-TKH-Mantel              | Pays-Bas              | MET                   |
| Trefor-Blue Water             | Danemark              | TBW                   |
| Vastgoedservice-Golden Palace | Belgique              | VGS                   |
| Veranclassic-Ekoï             | Belgique              | VER                   |
| Verandas Willems              | Belgique              | WIL                   |
| Wallonie-Bruxelles            | Belgique              | WBC                   |

### Règlement de la course

#### Primes
Les vingt prix sont attribués suivant le barème de l'UCI,. Le total général des prix distribués est de 14 477 €.
| Position | 1er     | 2e      | 3e      | 4e    | 5e    | 6e    | 7e    | 8e    | 9e    | 10e à 20e |
| Prix     | 5 785 € | 2 895 € | 1 445 € | 715 € | 580 € | 433 € | 433 € | 287 € | 287 € | 147 €     |

## Classements

### Classement final
| Classement final | Classement final  | Classement final | Classement final            | Classement final   |
|                  | Coureur           | Pays             | Équipe                      | Temps              |
| ---------------- | ----------------- | ---------------- | --------------------------- | ------------------ |
| 1er              | Gianni Meersman   | Belgique         | Etixx-Quick Step            | en 4 h 26 min 48 s |
| 2e               | Antoine Demoitié  | Belgique         | Wallonie-Bruxelles          | m.t                |
| 3e               | Tiesj Benoot      | Belgique         | Lotto-Soudal                | m.t                |
| 4e               | André Looij       | Pays-Bas         | Roompot Oranje Peloton      | m.t                |
| 5e               | Dylan Groenewegen | Pays-Bas         | Roompot Oranje Peloton      | m.t                |
| 6e               | Klaas Lodewyck    | Belgique         | BMC Racing                  | m.t                |
| 7e               | Joeri Stallaert   | Belgique         | Cibel                       | m.t                |
| 8e               | Jarl Salomein     | Belgique         | Topsport Vlaanderen-Baloise | m.t                |

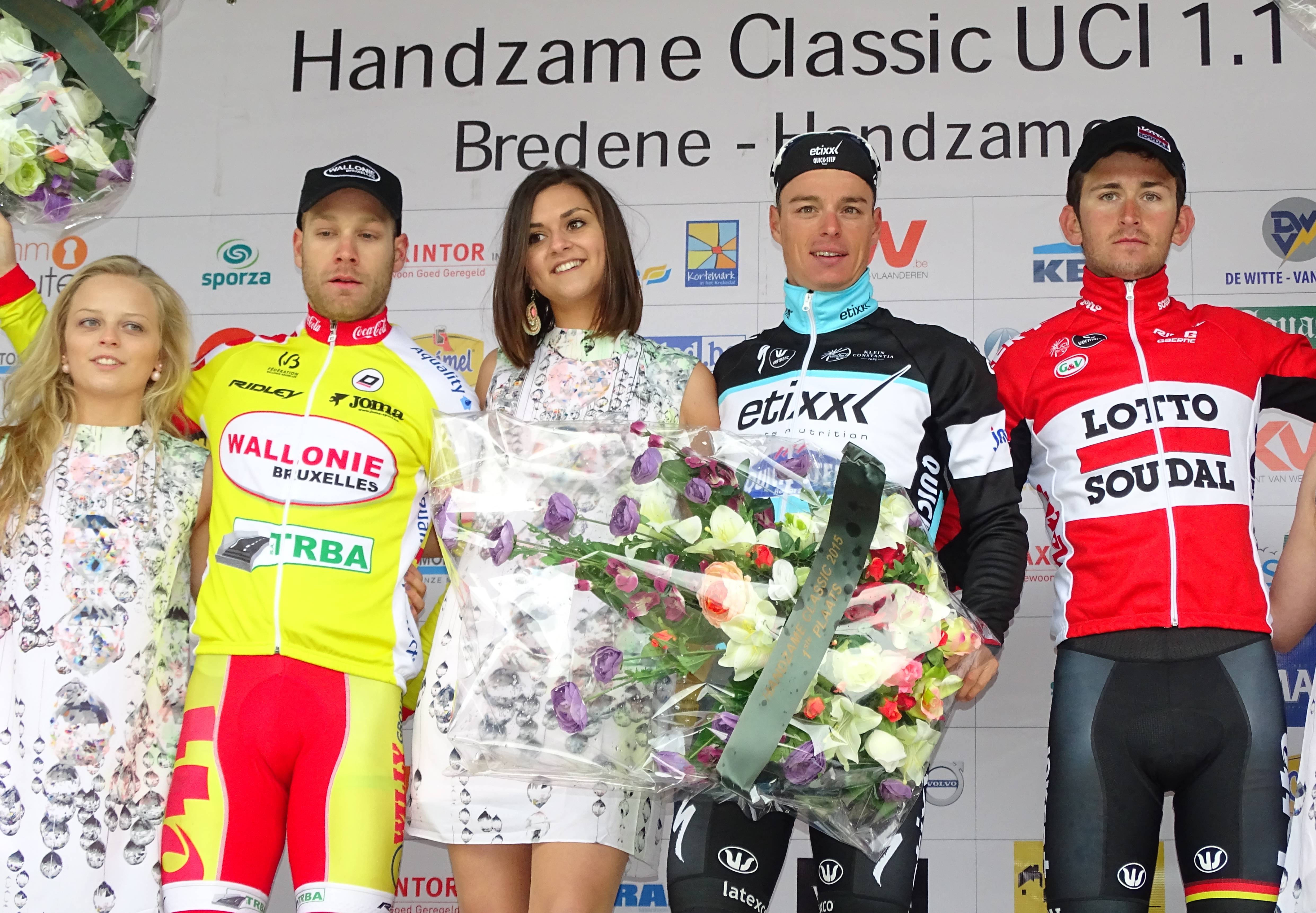
Antoine Demoitié (2e), Gianni Meersman (1er) et Tiesj Benoot (3e).

| 9e               | Dries De Bondt    | Belgique         | Verandas Willems            | m.t                |
| 10e              | Jempy Drucker     | Luxembourg       | BMC Racing                  | m.t                |
| modifier         |                   |                  |                             |                    |

### UCI Europe Tour
Cette Handzame Classic attribue des points pour l'UCI Europe Tour 2015, par équipes seulement aux coureurs des équipes continentales professionnelles et continentales, individuellement à tous les coureurs sauf ceux faisant partie d'une équipe ayant un label WorldTeam.
| Position,          | 1er | 2e | 3e | 4e | 5e | 6e | 7e | 8e | 9e | 10e | 11e | 12e |
| Classement général | 80  | 56 | 32 | 24 | 20 | 16 | 12 | 8  | 7  | 6   | 5   | 3   |

### Classement final du Handzame Challenge

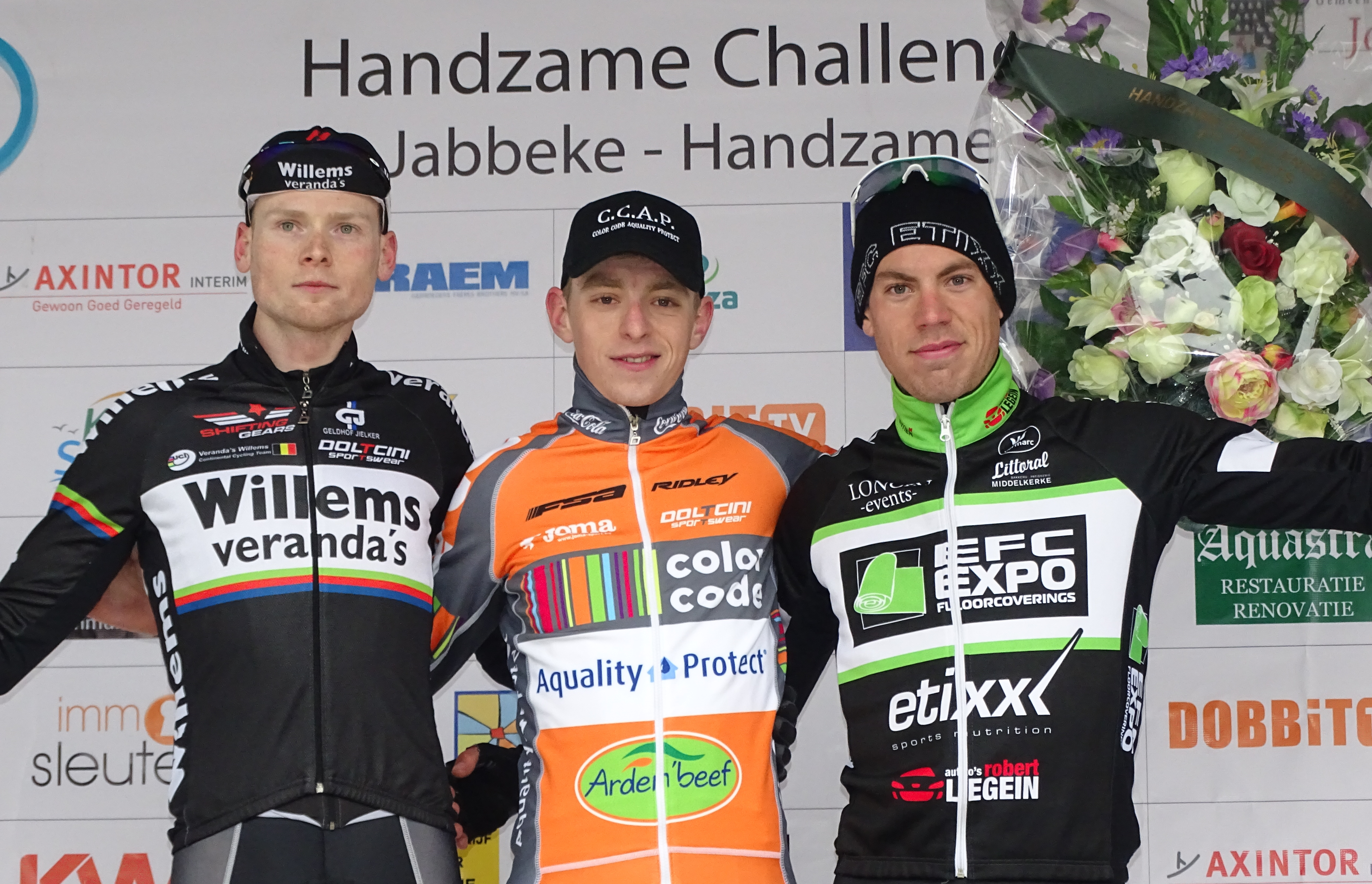
Podium du Handzame Challenge 2015 : Stef Van Zummeren (2e), Julien Kaise (1er) et Benjamin Declercq (3e).

Le Handzame Challenge a été remporté lors d'un sprint à dix coureurs par le Belge Julien Kaise (Color Code-Aquality Protect) qui a parcouru les 153 kilomètres entre Jabbeke et Handzame en 3 h 22 min 16 s, soit à une vitesse moyenne de 45,386 kilomètres par heure. Il est suivi dans le même temps par ses compatriotes Stef Van Zummeren (Verandas Willems) et par Benjamin Declercq (EFC-Etixx).
Sur les cent-soixante-douze coureurs qui ont pris le départ, cent-quarante-cinq franchissent la ligne d'arrivée et vingt-sept ont abandonné.
| Classement final du Handzame Challenge | Classement final du Handzame Challenge | Classement final du Handzame Challenge | Classement final du Handzame Challenge  | Classement final du Handzame Challenge |
|                                        | Coureur                                | Pays                                   | Équipe                                  | Temps                                  |
| -------------------------------------- | -------------------------------------- | -------------------------------------- | --------------------------------------- | -------------------------------------- |
| 1er                                    | Julien Kaise                           | Belgique                               | Color Code-Aquality Protect             | en 3 h 22 min 16 s                     |
| 2e                                     | Stef Van Zummeren                      | Belgique                               | Verandas Willems                        | m.t                                    |
| 3e                                     | Benjamin Declercq                      | Belgique                               | EFC-Etixx                               | m.t                                    |
| 4e                                     | Matthias Legley                        | Belgique                               | ESEG Douai-Origine Cycles               | m.t                                    |
| 5e                                     | Daan Myngheer                          | Belgique                               | Verandas Willems                        | m.t                                    |
| 6e                                     | Alex Wohler                            | Australie                              | CC Villeneuve Saint-Germain             | m.t                                    |
| 7e                                     | Scott Davies                           | Allemagne                              | Équipe nationale du Royaume-Uni espoirs | m.t                                    |
| 8e                                     | Gertjan De Sy                          | Belgique                               | Prorace                                 | m.t                                    |
| 9e                                     | Laurens De Plus                        | Belgique                               | Lotto-Soudal U23                        | m.t                                    |
| 10e                                    | Mathias Krigbaum                       | Danemark                               | Lotto-Soudal U23                        | m.t                                    |
| modifier                               |                                        |                                        |                                         |                                        |

## Liste des participants
- Liste de départ complète

| Légende | Légende                                                                    | Légende | Légende                                                    |
| ------- | -------------------------------------------------------------------------- | ------- | ---------------------------------------------------------- |
| Num     | Dossard de départ porté par le coureur sur cette Handzame Classic          | Pos     | Position à l'arrivée de la course                          |
|         | Indique un maillot de champion national ou mondial, suivi de sa spécialité | NP      | Indique un coureur qui n'a pas pris le départ de la course |
| AB      | Indique un coureur qui n'a pas terminé la course                           | HD      | Indique un coureur qui a terminé la course hors des délais |

| Etixx-Quick Step EQS | Etixx-Quick Step EQS           | Etixx-Quick Step EQS |
| -------------------- | ------------------------------ | -------------------- |
| Num                  | Coureur                        | Pos                  |
| 1                    | Iljo Keisse (BEL)              | 158e                 |
| 2                    | Yves Lampaert (BEL)            | 29e                  |
| 3                    | Gianni Meersman (BEL)          | 1er                  |
| 4                    | Pieter Serry (BEL)             | 132e                 |
| 5                    | Matteo Trentin (ITA)           | 114e                 |
| 6                    | Guillaume Van Keirsbulck (BEL) | 152e                 |
| 7                    | Martin Velits (SVK)            | 149e                 |
| 8                    | Łukasz Wiśniowski (POL)        | 119e                 |

| Lotto-Soudal LTS | Lotto-Soudal LTS         | Lotto-Soudal LTS |
| ---------------- | ------------------------ | ---------------- |
| Num              | Coureur                  | Pos              |
| 11               | Sander Armée (BEL)       | 130e             |
| 12               | Tiesj Benoot (BEL)       | 3e               |
| 13               | Vegard Breen (NOR)       | 159e             |
| 14               | Sean De Bie (BEL)        | 110e             |
| 15               | Kenny Dehaes (BEL)       | AB               |
| 16               | Gert Dockx (BEL)         | 129e             |
| 17               | Boris Vallée (BEL)       | 22e              |
| 18               | Tosh Van der Sande (BEL) | 111e             |

| BMC Racing BMC | BMC Racing BMC           | BMC Racing BMC |
| -------------- | ------------------------ | -------------- |
| Num            | Coureur                  | Pos            |
| 21             | Jempy Drucker (LUX)      | 10e            |
| 22             | Campbell Flakemore (AUS) | 163e           |
| 23             | Klaas Lodewyck (BEL)     | 6e             |
| 24             | Joey Rosskopf (USA)      | 38e            |
| 25             | Dylan Teuns (BEL)        | 117e           |
| 26             | Rick Zabel (GER)         | 56e            |
| 27             |                          |                |
| 28             |                          |                |

| Topsport Vlaanderen-Baloise TSV | Topsport Vlaanderen-Baloise TSV | Topsport Vlaanderen-Baloise TSV |
| ------------------------------- | ------------------------------- | ------------------------------- |
| Num                             | Coureur                         | Pos                             |
| 31                              | Amaury Capiot (BEL)             | 45e                             |
| 32                              | Eliot Lietaer (BEL)             | 109e                            |
| 33                              | Jonas Rickaert (BEL)            | 43e                             |
| 34                              | Jarl Salomein (BEL)             | 8e                              |
| 35                              | Stijn Steels (BEL)              | 28e                             |
| 36                              | Bert Van Lerberghe (BEL)        | 11e                             |
| 37                              | Jelle Wallays (BEL)             | 131e                            |
| 38                              | Moreno De Pauw (BEL)            | 151e                            |

| Wanty-Groupe Gobert WGG | Wanty-Groupe Gobert WGG | Wanty-Groupe Gobert WGG |
| ----------------------- | ----------------------- | ----------------------- |
| Num                     | Coureur                 | Pos                     |
| 41                      | Jérôme Baugnies (BEL)   | 147e                    |
| 42                      | Francis De Greef (BEL)  | 118e                    |
| 43                      | Tim De Troyer (BEL)     | 116e                    |
| 44                      | Tom Devriendt (BEL)     | 89e                     |
| 45                      | Jan Ghyselinck (BEL)    | 74e                     |
| 46                      | Roy Jans (BEL)          | 13e                     |
| 47                      | Marco Minnaard (NED)    | 115e                    |
| 48                      | Fréderique Robert (BEL) | 36e                     |

| CCC Sprandi Polkowice CCC | CCC Sprandi Polkowice CCC      | CCC Sprandi Polkowice CCC |
| ------------------------- | ------------------------------ | ------------------------- |
| Num                       | Coureur                        | Pos                       |
| 51                        | Josef Černý (CZE)              | 123e                      |
| 52                        | Jan Hirt (CZE)                 | 146e                      |
| 53                        | Adrian Honkisz (POL)           | 112e                      |
| 54                        | Jarosław Marycz (POL)          | AB                        |
| 55                        | Nikolay Mihaylov (BUL) (Route) | 144e                      |
| 56                        | Grzegorz Stępniak (POL)        | 49e                       |
| 57                        | Christian Delle Stelle (ITA)   | AB                        |
| 58                        | Mateusz Taciak (POL)           | 136e                      |

| Cult Energy CLT | Cult Energy CLT               | Cult Energy CLT |
| --------------- | ----------------------------- | --------------- |
| Num             | Coureur                       | Pos             |
| 61              | Russell Downing (GBR)         | 27e             |
| 62              | Karel Hník (CZE)              | 77e             |
| 63              | Alex Kirsch (LUX)             | AB              |
| 64              | Martin Mortensen (DEN)        | 88e             |
| 65              | Mads Pedersen (DEN)           | 122e            |
| 66              | Rasmus Christian Quaade (DEN) | 107e            |
| 67              | Michael Reihs (DEN)           | 108e            |
| 68              | Troels Vinther (DEN)          | 92e             |

| Roompot Oranje Peloton ROP | Roompot Oranje Peloton ROP | Roompot Oranje Peloton ROP |
| -------------------------- | -------------------------- | -------------------------- |
| Num                        | Coureur                    | Pos                        |
| 71                         | Huub Duyn (NED)            | 120e                       |
| 72                         | Dylan Groenewegen (NED)    | 5e                         |
| 73                         | Tim Kerkhof (NED)          | 23e                        |
| 74                         | Wesley Kreder (NED)        | 101e                       |
| 75                         | Maurits Lammertink (NED)   | 113e                       |
| 76                         | André Looij (NED)          | 4e                         |
| 77                         | Mike Terpstra (NED)        | 72e                        |
| 78                         | Etienne van Empel (NED)    | 139e                       |

| UnitedHealthcare UHC | UnitedHealthcare UHC     | UnitedHealthcare UHC |
| -------------------- | ------------------------ | -------------------- |
| Num                  | Coureur                  | Pos                  |
| 81                   | Alessandro Bazzana (ITA) | 106e                 |
| 82                   | Davide Frattini (ITA)    | 150e                 |
| 83                   | Christopher Jones (USA)  | 160e                 |
| 84                   | Ken Hanson (USA)         | 37e                  |
| 85                   | John Murphy (USA)        | 166e                 |
| 86                   | Tanner Putt (USA)        | 161e                 |
| 87                   | Daniel Summerhill (USA)  | 59e                  |
| 88                   | Federico Zurlo (ITA)     | NP                   |

| An Post-ChainReaction SKT | An Post-ChainReaction SKT | An Post-ChainReaction SKT |
| ------------------------- | ------------------------- | ------------------------- |
| Num                       | Coureur                   | Pos                       |
| 91                        | Jordan Stannus (AUS)      | 70e                       |
| 92                        | Conor Dunne (IRL)         | AB                        |
| 93                        | Aidis Kruopis (LTU)       | 14e                       |
| 94                        | Jack Wilson (IRL)         | 91e                       |
| 95                        | Xandro Meurisse (BEL)     | 71e                       |
| 96                        | Ryan Mullen (IRL) (Route) | 58e                       |
| 97                        | Jens Vandenbogaerde (BEL) | 44e                       |
| 98                        | Alistair Slater (GBR)     | 103e                      |

| CCT-Champion System CCT | CCT-Champion System CCT | CCT-Champion System CCT |
| ----------------------- | ----------------------- | ----------------------- |
| Num                     | Coureur                 | Pos                     |
| 101                     | Darijus Džervus (LTU)   | 78e                     |
| 102                     | Morten Gadgaard (DEN)   | 125e                    |
| 103                     | Tom Goovaerts (BEL)     | 73e                     |
| 104                     | Joshua Haggerty (NZL)   | AB                      |
| 105                     | Yūma Koishi (JPN)       | 157e                    |
| 106                     | Ryan Wills (NZL)        | AB                      |
| 107                     | Denis Flahaut (FRA)     | AB                      |
| 108                     | Matthew Zenovich (NZL)  | 156e                    |

| Cibel CIB | Cibel CIB                   | Cibel CIB |
| --------- | --------------------------- | --------- |
| Num       | Coureur                     | Pos       |
| 111       | Kevin Callebaut (BEL)       | 90e       |
| 112       | Jens Geerinck (BEL)         | 127e      |
| 113       | Thomas Gibbons (USA)        | 46e       |
| 114       | Lawrence Naesen (BEL)       | 61e       |
| 115       | Joeri Stallaert (BEL)       | 7e        |
| 116       | Niels Van Dorsselaer (BEL)  | 155e      |
| 117       | Jori Van Steenberghen (BEL) | 83e       |
| 118       | Benjamin Verraes (BEL)      | 15e       |

| Colba-Superano Ham CSH | Colba-Superano Ham CSH    | Colba-Superano Ham CSH |
| ---------------------- | ------------------------- | ---------------------- |
| Num                    | Coureur                   | Pos                    |
| 121                    | Kevin Claeys (BEL)        | 133e                   |
| 122                    | Jelle Donders (BEL)       | 12e                    |
| 123                    | Egidijus Juodvalkis (LTU) | 19e                    |
| 124                    | Glenn Van De Maele (BEL)  | 134e                   |
| 125                    | Jelle Mannaerts (BEL)     | 40e                    |
| 126                    | Rick Ottema (NED)         | 121e                   |
| 127                    | Kevin Suarez (BEL)        | 96e                    |
| 128                    | Nick van der Meer (NED)   | 25e                    |

| Join-S-De Rijke RIJ | Join-S-De Rijke RIJ      | Join-S-De Rijke RIJ |
| ------------------- | ------------------------ | ------------------- |
| Num                 | Coureur                  | Pos                 |
| 131                 | Jetse Bol (NED)          | 100e                |
| 132                 | Robbert de Greef (NED)   | 63e                 |
| 133                 | Dex Groen (NED)          | 102e                |
| 134                 | Ike Groen (NED)          | 164e                |
| 135                 | Kobus Hereijgers (NED)   | 142e                |
| 136                 | Wouter Mol (NED)         | 34e                 |
| 137                 | Taco van der Hoorn (NED) | 31e                 |
| 138                 | Coen Vermeltfoort (NED)  | 33e                 |

| Leopard Development LDT | Leopard Development LDT  | Leopard Development LDT |
| ----------------------- | ------------------------ | ----------------------- |
| Num                     | Coureur                  | Pos                     |
| 141                     | Matthias Plarre (GER)    | 126e                    |
| 142                     | Kevin Feiereisen (LUX)   | 65e                     |
| 143                     | Kristian Haugaard (DEN)  | 148e                    |
| 144                     | Alexander Krieger (GER)  | 17e                     |
| 145                     | Brent Luyckx (BEL)       | 48e                     |
| 146                     | Viktor Manakov (RUS)     | 64e                     |
| 147                     | Tom Wirtgen (LUX)        | 162e                    |
| 148                     | Laurent Vanden Bak (BEL) | 167e                    |

| Metec-TKH-Mantel MET | Metec-TKH-Mantel MET     | Metec-TKH-Mantel MET |
| -------------------- | ------------------------ | -------------------- |
| Num                  | Coureur                  | Pos                  |
| 151                  | Johim Ariesen (NED)      | 24e                  |
| 152                  | Niels Goeree (NED)       | 66e                  |
| 153                  | Dries Hollanders (BEL)   | AB                   |
| 154                  | Sjoerd Kouwenhoven (NED) | 75e                  |
| 155                  | Wouter Leten (BEL)       | 55e                  |
| 156                  | Oscar Riesebeek (NED)    | 41e                  |
| 157                  | Milan Veltman (NED)      | 145e                 |
| 158                  | Jelle Wolsink (NED)      | 95e                  |

| Joker TJO | Joker TJO                  | Joker TJO |
| --------- | -------------------------- | --------- |
| Num       | Coureur                    | Pos       |
| 161       | Odd Christian Eiking (NOR) | 81e       |
| 162       | Daniel Hoelgaard (NOR)     | 16e       |
| 163       | Vegard Stake Laengen (NOR) | 67e       |
| 164       | Philip Lindau (SWE)        | 143e      |
| 165       | Sindre Lunke (NOR)         | 82e       |
| 166       | Anders Skaarseth (NOR)     | 52e       |
| 167       | Adrian Aas Stien (NOR)     | 42e       |
| 168       | Edvin Wilson (SWE)         | 21e       |

| Trefor-Blue Water TBW | Trefor-Blue Water TBW        | Trefor-Blue Water TBW |
| --------------------- | ---------------------------- | --------------------- |
| Num                   | Coureur                      | Pos                   |
| 171                   | Søren Kragh Andersen (DEN)   | 124e                  |
| 172                   | Patrick Clausen (DEN)        | 69e                   |
| 173                   | Asbjørn Kragh Andersen (DEN) | 32e                   |
| 174                   | Sebastian Lander (DEN)       | 68e                   |
| 175                   | Michael Olsson (SWE) (Route) | 93e                   |
| 176                   | Andreas Hyldgaard (DEN)      | 54e                   |
| 177                   | Jonas Gregaard (DEN)         | 97e                   |
| 178                   | Mark Sehested Pedersen (DEN) | 140e                  |

| 3M MMM | 3M MMM                    | 3M MMM |
| ------ | ------------------------- | ------ |
| Num    | Coureur                   | Pos    |
| 181    | Gertjan De Vos (BEL)      | 87e    |
| 182    | Jimmy Janssens (BEL)      | NP     |
| 183    | Connor McConvey (IRL)     | 50e    |
| 184    | Elliott Porter (en) (GBR) | 84e    |
| 185    | Dimitri Peyskens (BEL)    | 94e    |
| 186    | Jake Tanner (GBR)         | 53e    |
| 187    | Tim Vanspeybroeck (BEL)   | 51e    |
| 188    | Emiel Vermeulen (BEL)     | 18e    |

| Vastgoedservice-Golden Palace VGS | Vastgoedservice-Golden Palace VGS | Vastgoedservice-Golden Palace VGS |
| --------------------------------- | --------------------------------- | --------------------------------- |
| Num                               | Coureur                           | Pos                               |
| 191                               | Dennis Coenen (BEL)               | 35e                               |
| 192                               | Sander Cordeel (BEL)              | 62e                               |
| 193                               | Gerry Druyts (BEL)                | 26e                               |
| 194                               | Kevin Hulsmans (BEL)              | 153e                              |
| 195                               | Kevin Peeters (BEL)               | 85e                               |
| 196                               | Rob Ruijgh (NED)                  | 137e                              |
| 197                               | Timothy Stevens (BEL)             | 165e                              |
| 198                               | Alphonse Vermote (BEL)            | 105e                              |

| Veranclassic-Ekoï VER | Veranclassic-Ekoï VER           | Veranclassic-Ekoï VER |
| --------------------- | ------------------------------- | --------------------- |
| Num                   | Coureur                         | Pos                   |
| 201                   | Robbe Casier (BEL)              | 60e                   |
| 202                   | David Desmecht (BEL)            | 154e                  |
| 203                   |                                 |                       |
| 204                   | Robin Stenuit (BEL)             | 20e                   |
| 205                   | Francesco Van Coppernolle (BEL) | 80e                   |
| 206                   | Julien Van den Brande (BEL)     | AB                    |
| 207                   | Thomas Vaubourzeix (FRA)        | 135e                  |
| 208                   |                                 |                       |

| Verandas Willems WIL | Verandas Willems WIL     | Verandas Willems WIL |
| -------------------- | ------------------------ | -------------------- |
| Num                  | Coureur                  | Pos                  |
| 211                  | Gaëtan Bille (BEL)       | 128e                 |
| 212                  | Joeri Calleeuw (BEL)     | 30e                  |
| 213                  | Dimitri Claeys (BEL)     | 138e                 |
| 214                  | Jérôme Gilbert (BEL)     | 47e                  |
| 215                  | Olivier Pardini (BEL)    | 79e                  |
| 216                  | Christophe Prémont (BEL) | 57e                  |
| 217                  | Kai Reus (NED)           | 86e                  |
| 218                  | Dries De Bondt (BEL)     | 9e                   |

| Wallonie-Bruxelles WBC | Wallonie-Bruxelles WBC  | Wallonie-Bruxelles WBC |
| ---------------------- | ----------------------- | ---------------------- |
| Num                    | Coureur                 | Pos                    |
| 221                    | Olivier Chevalier (BEL) | 39e                    |
| 222                    | Ludwig De Winter (BEL)  | 98e                    |
| 223                    | Antoine Demoitié (BEL)  | 2e                     |
| 224                    | Jonathan Dufrasne (BEL) | 104e                   |
| 225                    | Loïc Pestiaux (BEL)     | 141e                   |
| 226                    | Gaëtan Pons (BEL)       | 76e                    |
| 227                    | Julien Stassen (BEL)    | NP                     |
| 228                    | Tom Dernies (BEL)       | 99e                    |